# Chelemys megalonyx
Chelemys megalonyx es una especie de roedor de la familia Cricetidae.

## Distribución geográfica
Se encuentra solo en Chile.